# سفارت افغانستان در برلین
سفارت افغانستان در برلین (به آلمانی: Afghanische Botschaft in Berlin) مقر نمایندگی دیپلماتیک افغانستان در آلمان است. سفیر آن از ۳ فوریه ۲۰۲۱ تاکنون یما یاری است.

## مکان
سفارتخانه در یک خانه روستایی در Taunusstrasse در منطقه برلین گرونوالد در شارلوتنبورگ-ویلمرسدورف واقع شده‌است. مکان سفارت گوشه‌ای در خیابان کرونبرگر است.
کنسولگری‌های دیگر افغانستان در آلمان، در بن و گرونالد نزدیک مونیخ هستند.

## تاریخچه
ارتباطات بین شرکت‌های آلمانی و حاکمان افغانستان از سال ۱۸۹۸ وجود داشت، اما دو کشور تا سال ۱۹۲۲ با روابط دیپلماتیک به توافق نرسیدند. قبل از ۱۹۴۵، سفارت در Lessingstrasse 9 در منطقه تیرگارتن (در حال حاضر: هانزافیرتل از منطقه میته) واقع شده بود. غلام صدیق خان سفیر و وزیر تام‌الاختیار در دهه ۱۹۲۰ بود.
آلمان شرقی روابط دیپلماتیک خود را با افغانستان در سال ۱۹۷۳ برقرار کرد. سفارتخانه در Otto-Grotewohl-Strasse 3a (در حال حاضر: Wilhelmstrasse 65) در برلین-میته قرار داشت.
ساختمان مورد استفاده جمهوری اسلامی افغانستان پس از اتحاد مجدد آلمان و انتقال دولت فدرال به برلین بین سالهای ۱۹۰۵ تا ۱۹۰۷ مطابق نقشه‌ها و زیر نظر معمار کارل ادوارد بانگرت ساخته شد. این ساختمان از دههٔ ۱۹۸۰ یک ساختمان فهرست‌شده‌است.
پست سفیر از دسامبر ۲۰۱۶ تا ۲۰۲۰ خالی بود. این پست توسط کاردار عبدل ج. آریایی سرپرستی شد.